# 佩特里奇峰

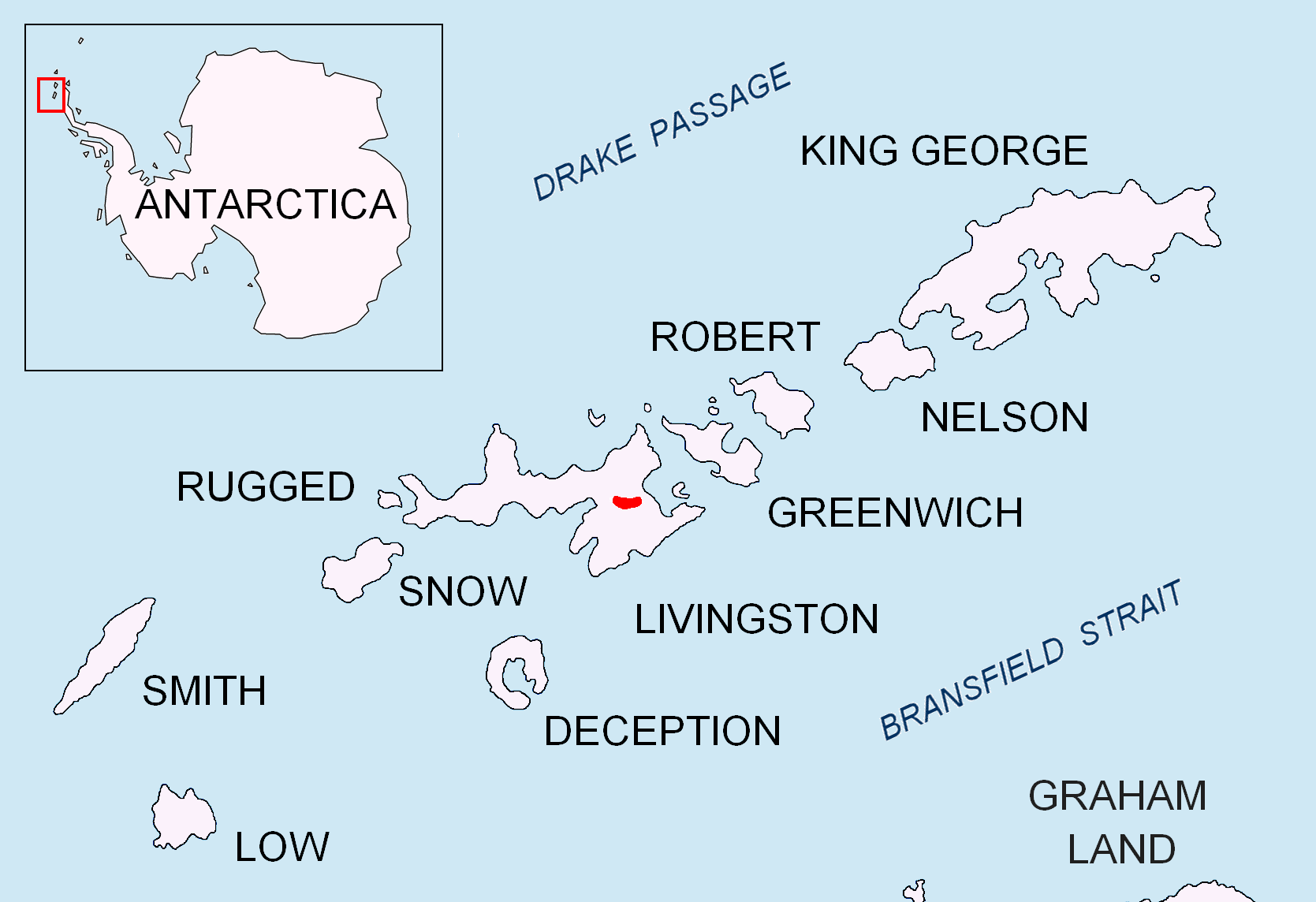

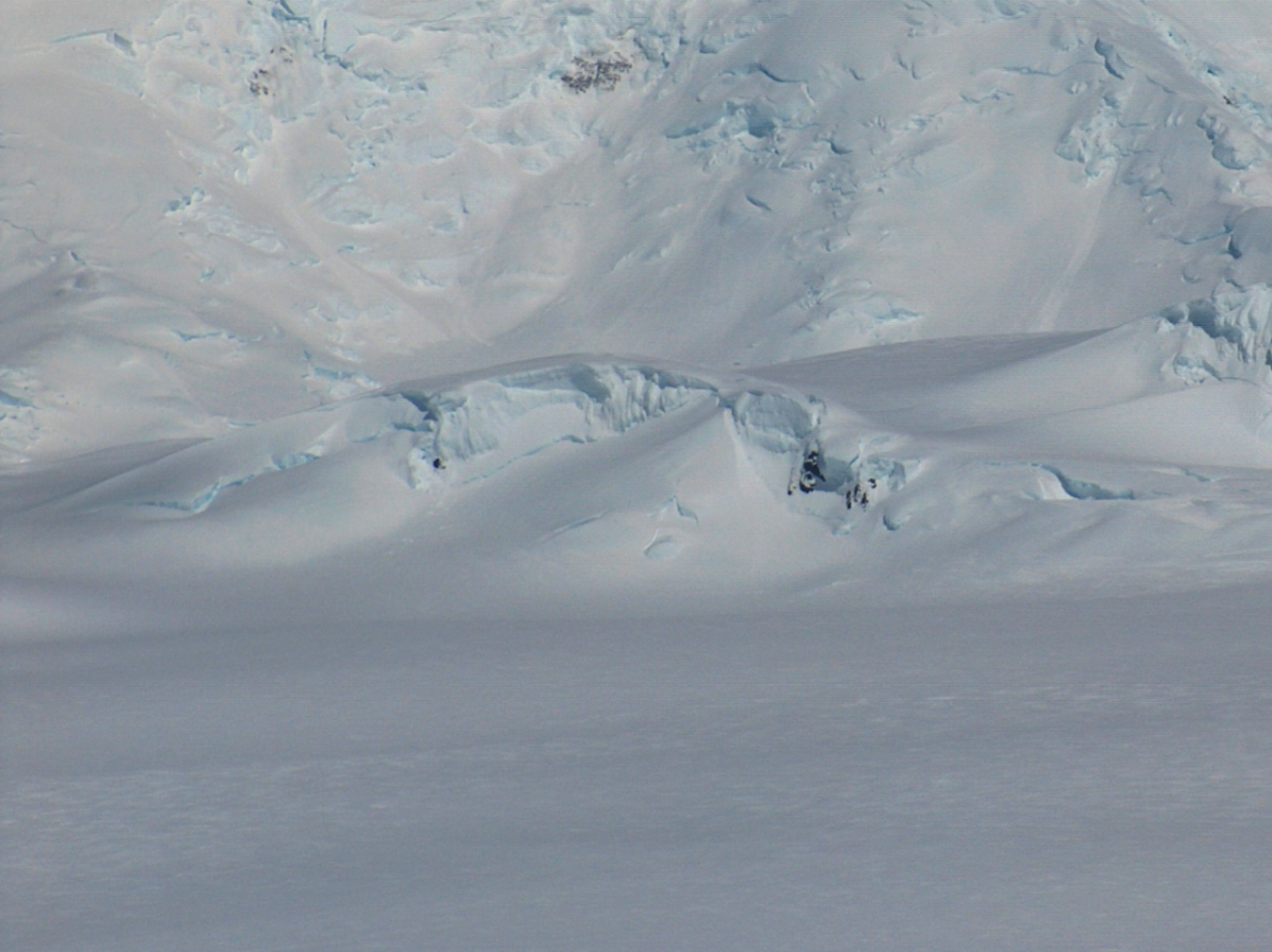

佩特里奇峰（Petrich Peak），是南極洲的山峰，位於南設得蘭群島的利文斯頓島，屬於鮑爾斯嶺的一部分，處於蒂查峰以東0.4公里、梅爾尼克峰西南面1.98公里和阿斯帕魯赫峰以西1.25公里，海拔高度760米，海拔高度760米，以保加利亞西南部城鎮命名，現時由南極條約體系管理。
62°36′56″S 60°10′39″W / 62.61556°S 60.17750°W